# Gleb Jakunin
Gleb Pavlovič Jakunin (rusky Глеб Па́влович Яку́нин; 4. března 1936 Moskva – 25. prosince 2014 Moskva) byl ruský pravoslavný duchovní a disident v období stagnace.
Vyrůstal jako ateista v rodině profesionálních hudebníků. Vystudoval biologii na zemědělské univerzitě v Irkutsku a pracoval jako chovatel kožešinové zvěře. K pravoslavné víře ho přivedl Alexandr Vladimirovič Meň, navštěvoval pak teologický seminář v Moskvě a roku 1962 byl vysvěcen na kněze, působil v chrámech v Zarajsku a Dmitrově. Státní souhlas k výkonu kněžství ztratil v roce 1966 poté, co spolu s Nikolajem Ešlimanem v otevřeném dopise patriarchovi Alexiji I. kritizovali pasivní přístup kléru k omezování náboženské svobody. Stal se členem Moskevské Helsinské skupiny a založil Křesťanský výbor na obranu práv věřících, spolu se Lvem Regelsonem vydal samizdatovou publikaci Dopis z Moskvy: náboženství a lidská práva v SSSR. V roce 1979 byl zatčen a v následujícím roce odsouzen za „protisovětskou agitaci“, trest vykonával ve věznici Lefortovo a v pracovním táboře v Permské oblasti. Po propuštění v roce 1985 pobýval ve vyhnanství v Jakutsku. 
V roce 1987 byl amnestován a vrátil se ke kněžské službě. V roce 1990 byl zvolen do Nejvyššího sovětu Ruské federace a podílel se na přípravě zákona o svobodě vyznání. Působil také v komisi vyšetřující okolnosti srpnového puče v roce 1991 a po rozpadu Sovětského svazu byl poslancem Státní dumy za stranu Demokratická volba Ruska. Byl exkomunikován poté, co zveřejnil seznam pravoslavných duchovních spolupracujících s KGB. V roce 2004 založil Apoštolskou pravoslavnou církev. Vystoupil na obranu perzekvovaných ruských občanů jako Platon Lebeděv, Oskar Kajbyšev nebo Michail Trepaškin i exkomunikovaného kněze Diomida.
Měl manželku Iraidu a tři děti. Zemřel v 68 letech na Gehrigovu chorobu.